# Southwest McIntosh, Bắc Dakota
Southwest McIntosh là một lãnh thổ chưa tổ chức thuộc quận McIntosh, tiểu bang Bắc Dakota, Hoa Kỳ. Năm 2010, dân số của nơi này là 257 người.